# Gare de Pori
La gare de Pori (en finnois : Porin rautatieasema) est une gare ferroviaire finlandaise située à Pori.

## Histoire
La première gare de Pori ouvre en 1895 avec la ligne Tampere–Pori. Elle est détruite en 1918 pendant la Guerre civile finlandaise et remplacée en 1919 par une nouvelle. Le bâtiment actuel conçu par  Thure Hellström dans un style fonctionnaliste est construit en 1937. La ligne Haapamäki–Pori est mise en service en 1938 en même temps que la gare mais son trafic voyageur cessera en 1985.
En 2008, la gare a accueilli 225 000 voyageurs.